# البطولات الوطنية الأمريكية 1905 (كرة مضرب)
قائمة بالأبطال في 1905 البطولات الوطنية الأمريكية لكرة المضرب (المعروفة الآن باسم أمريكا المفتوحة):

## الكبار

### فردي رجال
بيلس س. رايت هزم  هولكومب وارد 6-2 6-1 11-9

### فردي سيدات
إيليزابيث مور هزم  هيلين هومانس 6-4, 5-7, 6-1